# Express AM5
Express AM5 ist ein kommerzieller Kommunikationssatellit der russischen föderalen Satellitenkommunikationsgesellschaft (Russian Satellite Communications Company) aus der Express-Satellitenreihe.

## Geschichte
Der Hauptauftragnehmer für den Bau des Satelliten ist der russische Raumfahrtkonzern ISS Reschetnjow mit Sitz in Schelesnogorsk nordöstlich von Krasnojarsk. Sein Bau wurde am 22. Oktober 2005 beschlossen und am 12. August 2009 bestellte RSCC den Satelliten bei Reschetnjow. Am 27. Oktober 2009 begannen konkrete Entwurfsarbeiten, ein vorläufiger Konstruktionsentwurf lag zum 1. Juni 2010 vor und am 22. Mai 2011 gab Reschetnjow bekannt, dass der Grundaufbau des Nutzlastmoduls abgeschlossen wurde und der Einbau von Kommunikationstechnik bei MacDonald Dettwiler in Kanada erfolge, welche die Transponder und Antennen liefern. Am 24. August 2012 lieferte MDA das Nutzlastmodul zurück und anschließend insgesamt zehn Antennen für den Satelliten. Im Oktober 2013 wurden letzte Tests abgeschlossen.

## Technik
Der dreiachsenstabilisierte Satellit ist mit 30 C-Band-, 12 Ka-Band-, 40 Ku-Band- und 2 L-Band-Transpondern ausgerüstet und soll von der Position 140° Ost aus Mobilkommunikationsverbindungen für die Regierung Russlands und den Präsidenten des Landes ermöglichen, digitale Video-, Telefon- und Datendienste für russische Gebiete bereitstellen, digitale Radio- und Fernsehprogramme ausstrahlen und VSAT-Netzwerkverbindungen realisieren. Er wurde auf Basis des neuen Satellitenbus Express 2000 von Reschetnjow gebaut und besitzt eine geplante Lebensdauer von 15 Jahren.

## Missionsverlauf
Er wurde am 26. Dezember 2013 um 14:49 UTC mit einer Proton-M/Bris-M-Trägerrakete vom Raketenstartplatz Baikonur in ein Erdumlaufbahn gebracht. 9 Stunden und 22 Minuten nach dem Start erreichte der Satellit eine geostationäre Transferbahn. Von dieser soll er mit Hilfe elektrischer Triebwerke seine endgültige geostationäre Position erreichen. Dies ist das erste Mal für einen in Russland gebauten Satelliten, dass dieses Manöver mit Hilfe eines elektrischen Antriebs ausgeführt wird. 